# Georgie Henley
Georgina Helen  Henley (Ilkley, West Yorkshire, Anglia, 1995. július 9. –) brit színésznő.
Legismertebb szerepe Lucy Pevensie a Az oroszlán, a boszorkány és a ruhásszekrény című filmben (2005). 2006-ban megkapta Jane Eyre szerepét.

## Élete és pályafutása
Ilkleyben él szüleivel és két nővérével. A Bradford Grammar Schoolba jár.
2007-ben szintén Lucy Pevensie-t alakította a Narnia Krónikái: Caspian hercegben. Jelenleg a Narnia Krónikái - A Hajnalvándor útja című filmben láthatjuk (továbbra is Lucy szerepében), amit 2010. december 9-edike óta vetítenek a hazai mozik.

## Filmszerepei
| Filmjei:                                                     | Szerep:          | Szinkron:         |
| ------------------------------------------------------------ | ---------------- | ----------------- |
| Az oroszlán, a boszorkány és a ruhásszekrény (2005)          | Lucy Pevensie    | Ungvári Zsófi     |
| Jane Eyre (2006)                                             | Fiatal Jane Eyre | Nemes Takách Kata |
| Narnia Krónikái: Caspian herceg (2008)                       | Lucy Pevensie    | Ungvári Zsófi     |
| Narnia Krónikái: A Hajnalvándor útja (2010)                  | Lucy Pevensie    | Ungvári Zsófi     |
| Perfect Sisters (2014)                                       | Beth Anderson    |                   |
| The Sisterhood of Night (2014)                               | Mary Warren      |                   |
| Narnia: Az oroszlán, a boszorkány és a ruhásszekrény (játék) | Lucy Pevensie    | Georgie Henley    |
| Narnia krónikái: Caspian herceg (játék)                      | Lucy Pevensie    | Georgie Henley    |